# Ward Horton
Ward Horton est un acteur américain, né le 14 janvier 1976 à Morristown dans le New Jersey. Il est notamment connu pour avoir joué John Gordon dans le film Annabelle (2014).

## Filmographie

### Films
- 2000 : Clowns de Josh Shelov : Russell
- 2003 : The Pink House de Tessa Blake et Ian Williams : Stoner
- 2004 : 30 ans sinon rien (13 Going on 30) de Gary Winick (non crédité)
- 2005 : Four Eyed Monsters de Susan Buice et Arin Crumley : l’artiste du studio Vermont
- 2006 : Dress Rehearsal de Ryan Aynes : Kyle Zanner
- 2006 : East Broadway de Fay Ann Lee : Banker
- 2006 : Nail Polish de Jane Ainbinder : Julian
- 2009 : Je déteste la Saint-Valentin (I Hate Valentine's Day) de Nia Vardalos : Mark
- 2009 : Veronika décide de mourir (Veronika Decides to Die) de Emily Young : Guy
- 2009 : The Mighty Macs de Tim Chambers : Frankie Sharkey
- 2012 : Letting Go de Jake Torem : Jonathan
- 2013 : Le Loup de Wall Street (The Wolf of Wall Street) de Martin Scorsese : Rothschild Broker
- 2014 : Annabelle de John R. Leonetti : John Form
- 2014 : Alto de Mikki del Monico : Laughlin, l’agent du FBI
- 2016 : Bakery in Brooklyn de Gustavo Ron : Paul
- 2017 : Midnighters de Julius Ramsay : Smith
- 2018 : Annabelle 2 : La Création du mal (Annabelle: Creation) de David F. Sandberg : John Form
- 2018 : Marcy de Daniel Freudenberger : Jim
- 2019 : Le Mans 66 (Ford v. Ferrari) de James Mangold : Burt, le pilote essayeur

Prochainement
- 2020 : Queen of Glory de Nana Mensah : Dan Mueller

### Courts métrages
- 2005 : Christmas Wish List de Sean Overbeeke : Peter Kaplan
- 2006 : We Fight to Be Free de Kees Van Oostrum : Richard Chamberlayne
- 2008 : In Between de Paolo Pagliacolo : Bartender
- 2013 : By the Sea de Robert Machoian : Josh

### Séries télévisées
- 2004 : Haine et Passion (Guiding Light)) : Oliver
- 2004 : New York, unité spéciale (Law & Order: Special Victims Unit) : Alan Richter (saison 6, épisode 9)
- 2004 : La Star de la famille (Hope & Faith) : le beau gosse
- 2006 : La Force du destin (All My Children) : le responsable du club (2 épisodes)
- 2007 : New York, police judiciaire (Law & Order) : Josh Barton
- 2007 : Day Break : le concierge
- 2007 : Gossip Girl : Edward Abbot
- 2009 : New York, police judiciaire (Law & Order) : Mike Gorman
- 2009 : Fringe : l’homme-mustang
- 2009 : Les Experts : Miami (CSI: Miami) : le toastmaster
- 2010 : Mercy Hospital (Mercy) : Will Hamilton
- 2011 : Body of Proof : James Savage
- 2012 : FBI : Duo très spécial (White Collar) : Robert Withrow
- 2012 : Elementary : l’acteur du soap opera
- 2013 : Royal Pains : Brandon
- 2013 : On ne vit qu'une fois (One Life to Live) : Dean Trayger (17 épisodes)
- 2016-2017 : Pure Genius : Dr Scott Strauss
- 2018 : Stand-In : Jacob
- 2019 : The Good Fight : Gordon
- 2022: The Gilded Age : Charles Fane

## Théâtre
- 2018 : Torch Song Trilogy de Harvey Fierstein : Ed